# Ophiuche crambalis
Ophiuche crambalis là một loài bướm đêm trong họ Erebidae.